# Kinyongia adolfifriderici
Kinyongia adolfifriderici är en ödleart som beskrevs av  Richard Sternfeld 1912. Kinyongia adolfifriderici ingår i släktet Kinyongia och familjen kameleonter. Inga underarter finns listade.
Denna kameleont förekommer med flera från varandra skilda populationer i östra Kongo-Kinshasa, Uganda, Rwanda och Burundi. Den lever i bergstrakter mellan 1000 och 2200 meter över havet. Exemplaren vistas i regnskogar och i andra fuktiga skogar.
I regionen finns olika nationalparker men utanför hotas beståndet av skogsröjningar. Enligt olika rapporter såldes arten från Moçambique. Antagligen syftades på en annan art. IUCN kategoriserar arten globalt som livskraftig (LC).